# Sein eigener Herr
Sein eigener Herr ist ein Roman des isländischen Schriftstellers Halldór Laxness. Das Werk erschien ursprünglich in zwei Teilen 1934 und 1935 in isländischer Sprache unter dem Titel Sjálfstætt fólk (wörtlich „Selbständige Leute“). Die isländische Erstausgabe trägt den Titelzusatz Hetjusaga („Heldengeschichte“). Ältere deutsche Übersetzungen sind unter den Titeln Der Freisasse (nur erster Teil) und Unabhängige Menschen erschienen. Die Hauptfigur des Romans ist ein isländischer Schafzüchter, der sein Ideal einer autarken Existenz auf so starrsinnige Weise lebt, dass er damit sich und seine Familie ins Verderben stürzt. Sein eigener Herr ironisiert die Tradition des Bauernromans, womit Laxness insbesondere der verklärten Darstellung des bäuerlichen Lebens in Knut Hamsuns Roman Segen der Erde entgegentreten wollte.

## Handlung
Die Handlung von Sein eigener Herr beginnt um die Jahrhundertwende vom 19. zum 20. Jahrhundert und endet 1921/22. Der Roman ist in vier Abteilungen mit den Titeln Besiedler Islands, Schuldenfreie Wirtschaft, Schwere Zeiten, Konjunktur und einen Schlussteil gegliedert.

### Besiedler Islands

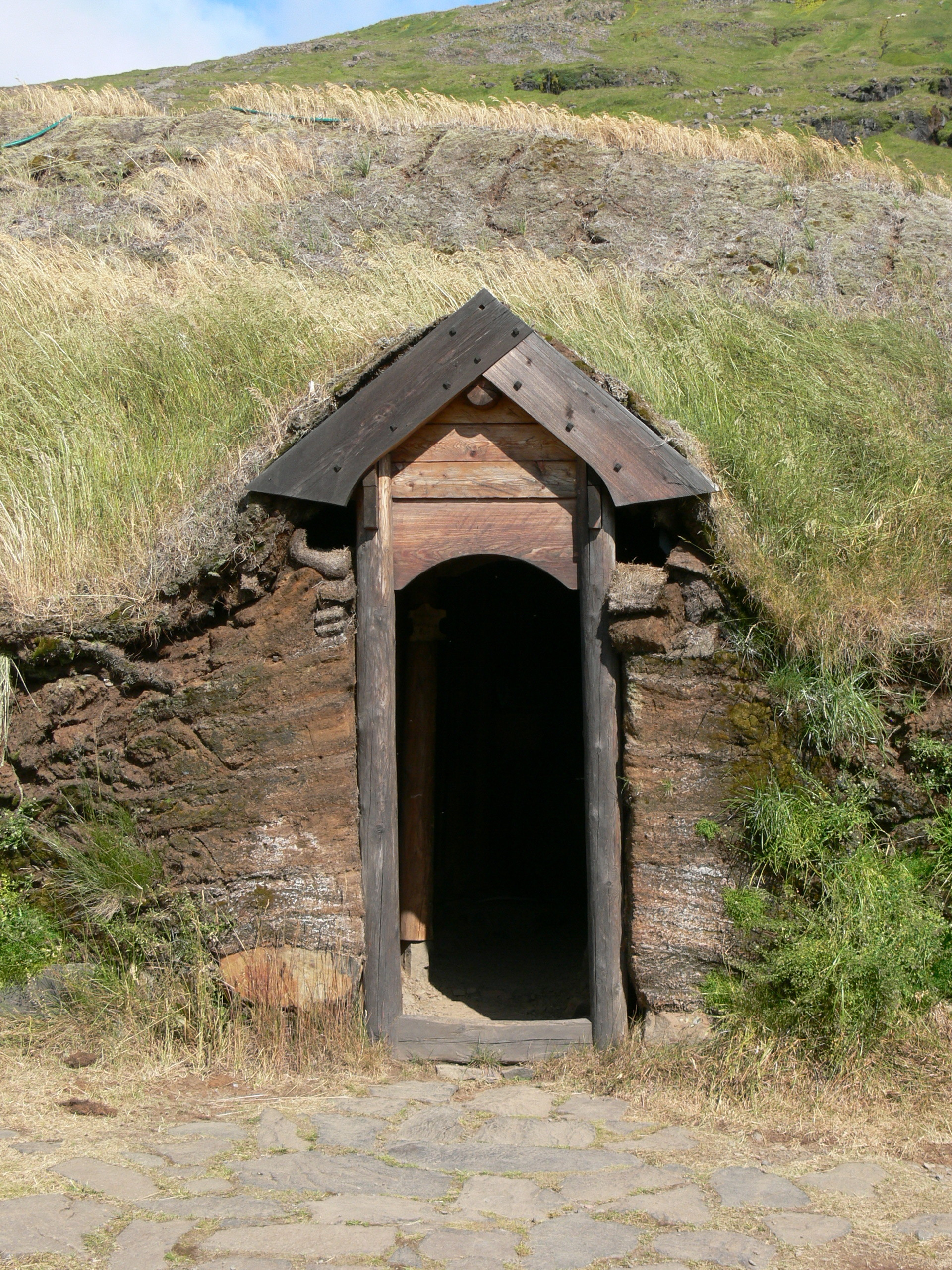
Eingang eines isländischen Grassodenhauses, das der Beschreibung von Sumarhus entspricht

Gudbjartur Jonsson, genannt Bjartur („Der Helle“ oder „Der Lichte“), hat achtzehn Jahre als Knecht und Schafhirte beim Großbauern Jon auf Utiraudsmyri gearbeitet. Nun erwirbt er von diesem einen kleinen Hof, der als verflucht gilt, um fortan Schafe zu züchten. Als Bjartur den Hof erwirbt, ist dieser bekannt als Veturhus, Winterhäuser. Bjartur benennt ihn um: „Ich heiße Bjartur. Deswegen soll der Hof Sumarhus, Sommerhäuser, heißen.“ Er zieht frisch verheiratet mit Rosa ein, die zwei Jahre als Magd für denselben Großbauern wie Bjartur gearbeitet hat. Nichts ist ihm wichtiger als seine Unabhängigkeit: „Leute, die nicht unabhängig sind, sind keine Leute.“ Bjartur möchte seinen Hof in völliger Selbständigkeit betreiben, niemandem etwas schuldig sein und unter keinen Umständen Hilfe annehmen. Zur Untermauerung seiner Ansichten zitiert er gerne aus Sagas und Rímur, auch ist er selbst dichterisch veranlagt.
Bald stellt sich heraus, dass Rosa schwanger ist – offenbar von Ingolfur Arnarson Jonsson, dem Sohn des Großbauern und Gemeindeverwalters von Utiraudsmyri. Bjartur hatte Rosa schon kurz nach dem Einzug auf dem Hof vorgeworfen, sich mit Ingolfur Arnarson abgegeben zu haben, benimmt sich nun aber so, als sei die Schwangerschaft eine „Herzkrankheit“. Die schwangere Rosa sehnt sich nach einem besseren Leben und vor allem auch besserer Nahrung, als ihr der sparsame Bjartur („Unabhängigkeit ist besser als Fleisch“) zu bieten bereit ist. Als er im Herbst zum Zusammentreiben der Schafe in die Berge reitet, lässt Bjartur Rosa mit einem jungen Schaf als „Gesellschaft“ zurück. Nachts vom Blöken des Schafes wach gehalten, erscheint ihr dieses zunehmend unheimlicher, geisterhafter, bis sie es schließlich – fast von Sinnen – tötet. Anderntags bereitet Rosa sich aus dem geschlachteten Schaf ein Festmahl zu und versteckt die Reste vor Bjartur. Sie gibt vor, das Schaf sei fortgelaufen. Bjartur, der von der Herrlichkeit seines Schafes schwärmt, macht sich Mitte November bei schlechtem Wetter auf, nach diesem zu suchen, und lässt Rosa mit seiner Hündin zurück auf Sumarhus. Beim Versuch, einen Rentierbullen zu fangen, auf den er bei der Schafsuche trifft, wird Bjartur auf dessen Rücken über den reißenden Fluss Jökulsa getragen und gezwungen, zur Heimkehr einen tagelangen Umweg zu laufen. Als er, fast in Schneestürmen erfroren, wieder in Sumarhus ankommt, ist Rosa im Kindbett gestorben; die neugeborene Tochter aber lebt, gewärmt von Bjarturs Hündin.
Bjartur sieht sich gezwungen, das Vorgefallene auf Utiraudsmyri zu berichten. Es dauert jedoch eine ganze Weile, bis ihm die Frau des Verwalters entlocken kann, was eigentlich passiert ist. Sobald sie erfährt, dass Rosas Tochter noch am Leben ist, schickt sie eine Hebamme nach Sumarhus, die das Kind aufpäppelt. Bjartur gibt ihm den Namen Asta Sollilja (etwa „Geliebte Sonnen-Lilie“). Durch Vermittlung des Pfarrers findet Bjartur schon bald wieder eine Frau und heiratet Finna, die zusammen mit ihrer verwitweten Mutter Hallbera in Sumarhus einzieht.

### Schuldenfreie Wirtschaft

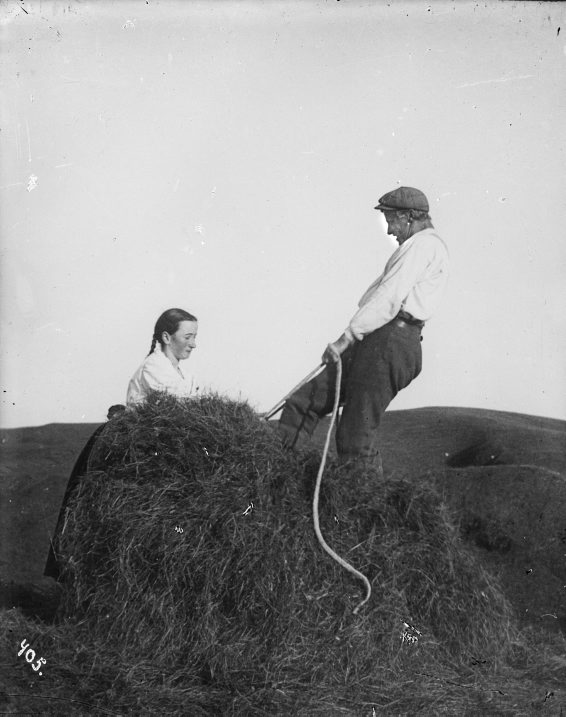
Heuernte in Island, 1907

Bjartur lebt nun mit seiner Familie seit dreizehn Jahren auf Sumarhus. Diese ist um die drei Söhne Helgi, Gudmundur (genannt Gvendur) und Jon (genannt Nonni) angewachsen. Vier weitere Kinder sind jung gestorben. Während Bjarturs Frau Finna von Krankheiten geplagt wird, hält sich die zähe Großmutter Hallbera gut. Eines Tages drängt der Gemeindevorsteher der Familie eine Kuh auf – sehr zur Freude aller mit Ausnahme von Bjartur, zumal die Sendboten des Gemeindevorstehers kein Geld für die Kuh wollen. Der wütende Bjartur nimmt die Kuh schließlich an, besteht aber darauf, für sie zu bezahlen, und schickt die widerstrebenden Boten mit dem Geld zum Gemeindevorsteher. Dieser erscheint später auf dem Hof, um das Geld zurückzuzahlen, da der Frauenverein die Kuh bezahlt habe. Bjartur nimmt es nicht an. Dank der nun mit Kuhmilch ergänzten Ernährung verbessert sich der Gesundheitszustand und die Stimmung der Familie erheblich. Bjartur selbst hält jedoch nach wie vor nichts von der Kuh und fürchtet um das Heu seiner Schafe.
Die heranwachsende Asta Solillja liebt den Mann, den sie als ihren Vater ansieht, von Herzen. Er selbst bezeichnet sie als seine „Lebensblume.“ Diese Nähe zwischen Asta und Bjartur nimmt gefährliche Züge an, als sie nach Einkäufen in der Siedlung Fjord zusammen in einem Wirtshaus im selben Bett übernachten. Als sich Asta an Bjartur anschmiegt, scheint dieser ihre Annäherung zunächst zu erwidern, steigt dann aber plötzlich aus dem Bett und verlässt den Raum. Asta nimmt dies als brüskierende Zurückweisung wahr und folgt Bjartur; sie reisen sofort zurück nach Sumarhus.
Eines Tages taucht ein „Gast“ auf Sumarhus auf. Er ist ein Städter aus Reykjavík, der mit Bjarturs Zustimmung auf seinem Land campiert. Er vertreibt sich die Zeit mit Angeln und der Vogeljagd. Bjartur sieht es nicht gerne, dass er auch frische Süßwasserfische und Vögel auf Sumarhus vorbeibringt, denn beides ist nach Bjarturs Ansicht keine geeignete Nahrung, und er wirft seiner Familie vor, „mit Freuden Nahrungsmittel von Fremden“ anzunehmen und sich dafür „wie Bettler“ zu bedanken. Im nächsten Frühling hält sich Audur, die Schwester von Ingolfur Arnarson Jonsson, auf der Durchreise nach Reykjavík auf Sumarhus auf, wobei sich herausstellt, dass sie vom „Gast“ schwanger ist.
Der Frühling geht mit außerordentlich schlechtem Wetter und Schneestürmen einher. Bjartur verliert zahlreiche Schafe an den „Drehwurm“ und andere Krankheiten. Das Heu wird knapp; auch die Kuh magert ab und gibt kaum mehr Milch. Bjartur weigert sich, in die Gemeinde zu fahren, um Heu zu besorgen: „Ich möchte keinem unten in der Gemeinde etwas schulden. Wir sind unabhängige Leute. Ich bin auf niemanden angewiesen.“ Als Bjartur schließlich beschließt, die Kuh zu schlachten, und das auch in die Tat umsetzt, ist dies für die kranke Finna der letzte, vernichtende Schlag. „Wie armseliger Staub“ sinkt sie in den Schoß ihrer Mutter und stirbt wenig später.

### Schwere Zeiten

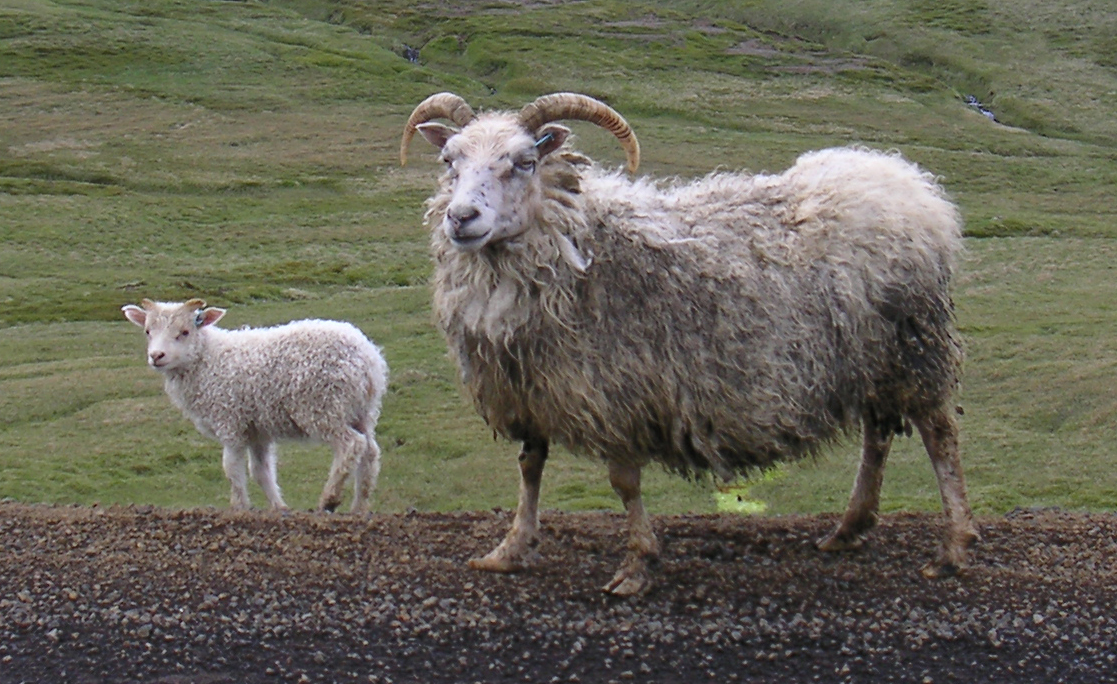
Ein Islandschaf mit Lamm

Dieser Teil beginnt mit einem Dialog zwischen dem ältesten und dem jüngsten von Bjarturs drei überlebenden Söhnen, Helgi und Nonni. Sie unterhalten sich über die Länge von Beerdigungen und darüber, ob es andere Länder wirklich gebe. Helgi behauptet, den geisterhaften Unhold sehen zu können, der den Hof immer wieder zerstört hat, und hält sich selbst für einen wandelnden Toten.
In der Adventszeit sind zwei von Bjarturs Schafen unter merkwürdigen Umständen umgekommen. Ein Mutterschaf findet er in eine Leiter gezwängt vor, mit gebrochenem Rückgrat, und ein Lamm wurde mit einer Schlinge erhängt. Im Schnee um das Haus finden sich jedoch keine Spuren. Bjartur, der jedem Aberglauben abhold ist, weiß nicht recht, ob er doch mit Gespenstern zu rechnen hat. Eines Morgens liegen sogar zehn Mutterschafe tot oder verendend auf dem Boden, auf unterschiedliche Weise brutal umgebracht. Nachdem Helgi Bjartur von seinen Geistersichtungen in Kenntnis gesetzt hat, begibt sich Bjartur zu einer Stelle, wo seit alters her Steine aufgeschichtet werden, um die umgehenden Geister zu besänftigen – Bjartur jedoch fällt es nicht ein, auch wenn er nun an Gespenster glauben mag, diesen irgendwie entgegenzukommen. Trotzig hält er einen Stein in die Höhe: „Hier stehe ich, Bjartur in Sumarhus, ein freier Mann im Lande, ein selbständiger Isländer von der Landnahmezeit bis zum heutigen Tag. Ihr könnt den Berg über mich stürzen. Doch einen Stein gebe ich euch nie.“ Als der angebliche Spuk auf Sumarhus in der Gemeinde bekannt wird, stellt sich ein Strom neugieriger Besucher auf dem Hof ein. Helgi und Nonni behaupten, mit dem Gespenst in Kontakt zu stehen. Bjartur aber meidet seine Besucher, die sich zusammen mit dem Pfarrer in seine Stube setzen und in ein eifriges Gespräch über die Existenz einer unsterblichen Seele geraten – bis sie von Bjartur grob verscheucht werden.
Obschon der „Spuk“ vorerst beendet scheint, sucht Bjartur nun doch auch nach weltlicher Hilfe und ruft „die Justiz“ in der Form des Gemeindevorstehers, der die Sache untersuchen soll. Während der Gemeindevorsteher auf Sumarhus schläft, verschwindet Helgi vom Hof. Seine Spuren verlieren sich im Schnee. Das Weihnachtsfest verbringt die Familie in bedrückter Stimmung, mit Ausnahme von Bjartur, denn dieser „dachte nie an etwas, das er verloren hatte, sofern er dessen ganz sicher war, daß er es verloren hatte“. Nach Weihnachten fährt Bjartur weg und kündigt an, erst zu Ostern zurückkehren zu wollen. Da er viel Vieh verloren hat, will er in Fjord nach Arbeit suchen, um mit dem verdienten Geld wieder mehr Schafe zu kaufen.
Für die Zeit seiner Abwesenheit schickt Bjartur einen jungen Mann als Lehrer nach Sumarhus. Asta Solillja wird von ihm schwanger. Derweil muss Bjartur feststellen, dass der Kaufmann, dem er stets vertraut hatte, bankrottgegangen und mit Bjarturs Guthaben verschwunden ist. Er sieht sich gezwungen, Arbeit bei Ingolfur Arnarson Jonsson anzunehmen, der inzwischen eine führende Position bei der Konsumgenossenschaft (Kaupfélag) bekleidet, und kehrt mit Waren und einem Guthaben bei der Genossenschaft nach Sumarhus zurück.
Nonni erhält die Einladung eines Onkels in Amerika, der ihn dort „einen geeigneten Beruf“ lernen lassen möchte. Bjartur unterstützt dies, da Nonnis Mutter immer etwas mit ihm vorgehabt habe – es sei am besten, wenn er fahre. Nonnis Abreise erfolgt sehr schnell; seine Großmutter gibt ihm ihre einzigen Wertstücke mit – ein abgewetztes Seidenkopftuch und ihren silbernen Ohrlöffel.
Als Bjartur von Asta Solilljas Schwangerschaft erfährt, jagt er sie sofort vom Hof. Sie macht sich auf dem Weg nach Fjord auf der Suche nach ihrem Liebsten. Derweil flößt Bjartur neugeborenen Lämmern Milch ein.

### Konjunktur
Der Erste Weltkrieg ist ausgebrochen – „einer der gnadenreichsten Segen, den Gott unserem Lande erwiesen hat“, denn nun herrscht großer Bedarf an isländischen Waren und die Situation der Bauern bessert sich. Auf Initiative von Ingolfur Arnarson Jonsson, nun Abgeordneter im isländischen Parlament Althing, wird eine Straße gebaut, die an Sumarhus vorbeiführt, und es sind erste Autos zu sehen. Bjartur baut seinen Hof kontinuierlich aus. Die Großmutter lebt weiter „wie eine Kerze, die der Herrgott auszulöschen vergessen hat“. Im ganzen Land blühen die Konsumgenossenschaften auf, so auch in Fjord. Bjarturs Spareinlagen wachsen. Als der Gemeindevorsteher ihm Sumarhus zu einem guten Preis abkaufen möchte, lehnt Bjartur ab. Er zieht es vor, auf seinem Hof zu bleiben, und beabsichtigt, sich bald mit dem Ersparten ein richtiges Haus zu bauen.

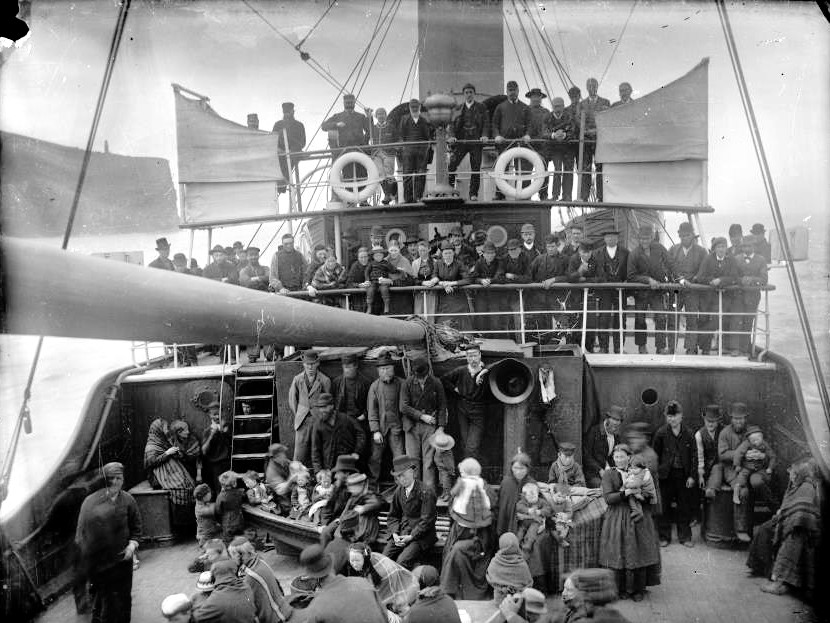
Isländische Emigranten auf dem Schiff Vesturfari („Westreisender“) im späten 19. Jahrhundert

Bjarturs Sohn Gvendur ist herangewachsen, groß und kräftig geworden, wenn auch nicht sehr klug. Gegen Ende des Kriegs erhält auch er eine Einladung aus Amerika. Trotz seiner Liebe zu Sumarhus, dem väterlichen Erbe, nimmt Gvendur das Angebot an. Der wütende Bjartur spricht in der Folge nicht mehr mit seinem Sohn und stürzt sich verbissen in die Arbeit, da er sein letztes Kind verloren sieht. Vor seiner Abreise besucht Gvendur Asta Solillja, die als Dienstmädchen arbeitet, und überbringt ihr ein Gedicht Bjarturs, das seine Einsamkeit zum Ausdruck bringt. Asta Solliljas Tochter Björt (die weibliche Form des Namens Bjartur) ist nun viereinhalb Jahre alt. Asta Sollilja betont gleich, ihr sei kein anderer Name eingefallen und sie habe diesen durchaus nicht gewählt, „um jemandem zu gefallen“. Sie sei mit einem jungen Mann verlobt, der sie liebe und ein moderner Dichter sei.
Vor seiner geplanten Abreise nach Amerika lernt Gvendur die Tochter Ingolfur Arnarson Jonssons kennen, verliebt sich in sie und verpasst ihretwegen sein Schiff. Statt nach Amerika zu gehen, kauft er von seinem Geld ein schnelles Rennpferd, um sie zu beeindrucken. Ingolfur Arnarsons Tochter jedoch möchte nichts mehr von Gvendur wissen – das Interesse, das sie für ihn zu zeigen schien, galt nur der Exotik eines Mannes, der nach Amerika reist. Gvendur bleibt also auf Sumarhus.
Bjartur beginnt nun mit dem Bau seines Betonhauses. Ingolfur Arnarson Jonsson überzeugt ihn davon, dafür einen Kredit bei der Sparkasse der Konsumgenossenschaft aufzunehmen. Die Konsumgenossenschaft sei sein, Bjarturs, eigenes Unternehmen, und es gebe niemanden außer ihm selbst, der wegen der Zahlungen drängen könne. Obwohl er an der Ehrlichkeit von Ingolfur Arnarson ebenso zweifelt wie an jener der konkurrierenden Banken, nimmt Bjartur eine Hypothek mit einem Konstrukt von Bürgschaften auf, das er nicht recht versteht. Im Herbst ist das Haus fertiggestellt, aber ohne jede Einrichtung und auch noch ohne Türen. Bjartur beschließt aus Geldmangel (was er leugnet), den Winter noch einmal im alten Hof zuzubringen. Eine von ihm angestellte tüchtige Wirtschafterin, Brynja, lässt durchblicken, dass sie sich vorstellen könnte, Bjartur zu heiraten. Da sie finanziell nicht schlecht gestellt ist, würde sie sich auch an den Türen und Möbeln für das neue Haus beteiligen. Bjartur lehnt ab.
Im Jahr darauf verschlechtert sich die wirtschaftliche Lage des Landes wieder stark. Isländische Wolle und Fleisch sind im Ausland nicht mehr gefragt. Bjartur ist gezwungen, viele Schafe und seine bessere Kuh zu verkaufen, um seine Zinsen begleichen zu können. Ingolfur Arnarson Jonsson wird Direktor der neuerrichteten isländischen Staatsbank; in Fjord jedoch versucht ein neuer Leiter, den Konsumverein zu sanieren. Einfache Mitglieder der Konsumgenossenschaft werden auf Rationen gesetzt, um ihren Lebensunterhalt zu bestreiten, mit der Drohung, andernfalls bei ihnen pfänden zu lassen – so auch Bjartur. Bjartur schafft es gleichwohl, sein Haus bewohnbar zu machen, zumindest ein Zimmer und die Küche. Der Schornstein taugt allerdings nichts und das Haus füllt sich so sehr mit Rauch, dass der Herd als unbenutzbar gelten muss und das Essen auf einem Petroleumkocher zubereitet wird.
Brynja, die wohlhabende Wirtschafterin, macht sich immer noch Hoffnungen. Nach einem Besuch in der Stadt kehrt sie nach Sumarhus zurück, ihr Pferd bepackt mit Lebensmitteln. Alles spricht dafür, dass sie die ideale Frau für Bjartur wäre: tüchtig, gutaussehend, sauber, wohlhabend, und sie kocht besseren Kaffee als Bjarturs verstorbene Ehefrauen. Der stolze Bjartur aber bringt es nicht über sich, ihr offensichtliches Angebot anzunehmen, und jagt Brynja vom Hof.
Um Bjarturs Finanzen steht es immer schlechter und das Haus erweist sich als „das schlechteste Haus der Welt und unglaublich kalt“. Die Preise für die Erzeugnisse der isländischen Schafzucht fallen weiter. Schließlich bleibt Bjartur nichts mehr für Zinsen und Abzahlung und es kommt zur Zwangsversteigerung. Ingolfur Arnarson Jonsson steigt derweil vom Nationalbankdirektor zum Ministerpräsidenten von Island auf. In der Folge pachtet Bjartur, der noch an die hundert Schafe, eine Kuh und drei Pferde besitzt, von Großmutter Hallbera ihre alte Hütte Urdarsel, wo sie vor Bjarturs Heirat mit ihrer Tochter gelebt hatte.

### Schluss
Auf dem Rückweg von Besorgungen für den Hof Urdarsel – auf Großmutter Hallberas Rechnung – setzt Bjartur sich mit Gvendur zur Rast nieder. Den Vorschlag von Gvendur, Asta Solillja zu besuchen, deren Verlobter ihr weggelaufen sei, lehnt Bjartur ab. Sie geraten in eine Zusammenkunft von Kommunisten, die ihnen vom Sturz des Zaren berichten und versprechen, dass eines Tages „die arbeitenden Menschen die Diebe und Mörder abschütteln“ würden. Bjartur ist nicht überzeugt, gestattet aber Gvendur, bei ihnen zu bleiben. Er isst sogar von ihrem Brot, obwohl er es für gestohlen hält.
Frühmorgens entdeckt Bjartur vor einer elenden Hütte ein hustendes kleines Mädchen, das Sandkuchen backt. Er erkennt in ihr sofort das Ebenbild von Asta Sollilja; es ist ihre Tochter Björt. Bjartur sieht seine „moralische Kraft“ versiegen – eben noch hat er anderer Leute Brot gegessen, gar gestohlenes, nun kann er genauso gut Asta Solillja besuchen. Als sie ihn erblickt, fällt ihm die verhärmte, lungenkranke Asta in die Arme. Mit ihr und Björt zieht Bjartur nach Urdarsel. Asta Solillja ist geschwächt und hustet Blut, sie muss getragen werden. Der Roman endet mit den Worten:

„‚Halt dich gut an meinem Hals fest, meine Blume.‘
‚Ja‘, flüsterte sie. ‚Immer – solange ich lebe. Deine einzige Blume. Deine Lebensblume. Und ich sterbe noch lange, lange nicht.‘
Dann zogen sie weiter.“

## Werkzusammenhang
Sein eigener Herr ist der fünfte veröffentlichte Roman von Halldór Laxness. Er gehört zu einem Abschnitt von Laxness’ Schaffen, in dem er sich mit gesellschaftlichen Problemen in Island auseinandersetzte und in dem er neben Sein eigener Herr die Romane Salka Valka (1931–1932) und Weltlicht (1937–1940) veröffentlichte. Der dänische Literaturwissenschaftler und Laxness-Übersetzer Erik Sønderholm schreibt diesbezüglich von Laxness’ „marxistischer Periode“.
Die drei weitausgreifend konzipierten, jeweils zwei- bis vierbändigen Romane stellten eine Abkehr von den vorangegangenen, stark ichbezogenen Werken wie Der große Weber von Kaschmir dar. Der Skandinavist Wilhelm Friese behandelte sie unter der Überschrift Drei Heldenepen, in Anlehnung an Laxness’ ironische Bezeichnung von Salka Valka und Sein eigener Herr, als Heldenepen über den Fisch und das Schaf, wobei Friese Weltlicht als Dichterepos in die gleiche Reihe stellte. Im Zentrum dieser Werke stehe, so Friese, nicht mehr das Ego, da Laxness „die isländische Natur, die Tiere und Menschen seiner Heimat entdeckt, oder besser, wiederentdeckt“ habe.
In Sein eigener Herr wählte Halldór Laxness eine klassischere Form als im vorangehenden Roman Salka Valka. Während Halldór Guðmundsson schreibt, dass die Form einer Tragödie in fünf in sich geschlossenen Abschnitten dem Roman „Kompaktheit“ und einen „klassischen Anstrich“ verleihe, sieht Wilhelm Friese ihn wie auch das folgende Werk Weltlicht als „zu breit angelegt“ an. Nach Halldór Guðmundsson bewegt sich die Erzählung in einem realistischen Rahmen, der gelegentlich von „stilistischen Überzeichnungen und einem Hauch des Übernatürlichen“ durchbrochen wird.

## Themen und Motive
Mit Sein eigener Herr ironisiert Halldór Laxness die Tradition des Bauernromans. Laxness erklärte dazu, dass in seinem Roman die gleiche Frage gestellt werde wie in Knut Hamsuns Roman Segen der Erde – „wenn auch die Antwort Hamsuns direkt entgegengesetzt ist.“ Beim Schreiben des Buches habe Laxness’ Gewissheit eine Rolle gespielt, „daß die gesellschaftlichen Schlußfolgerungen Hamsuns in Segen der Erde im allgemeinen falsch sind“. Sein eigener Herr sollte dabei nicht nur eine Kampfansage an Hamsuns Bauernromantik sein, sondern auch ein anderes Bild von Island vermitteln als Gunnar Gunnarsson. Zugleich war es Laxness wichtig, trotz der Schonungslosigkeit seiner Geschichte Mitgefühl mit ihren Figuren zu wecken. Sein Ziel war es, den Einfluss romantischer Nationalisten zu verringern, die auf jegliche Thematisierung ländlicher Armut damit reagierten, von der Schönheit der Landschaft und der Unabhängigkeit des Bauern zu sprechen. Für die Vertreter dieser Strömung steht im Roman die Frau des Gemeindevorstehers. Zur Hochzeit von Bjartur und Rosa hält sie eine Ansprache, in der sie das Landleben als „beste Einrichtung zur Erziehung der Nation“ preist. Laxness griff für diese Ansprache auf einen Beitrag des Jahrbuchs der „Vereinigung nordländischer Frauen“ zurück, den er fast wörtlich übernahm.
Halldór Guðmundsson hält fest, dass sowohl Hamsun als auch Laxness eine Geschichte über einen starken Mann schrieben, der die Zivilisation verlässt, wobei der Hauptunterschied darin liege, dass Hamsun als Kulturpessimist eine Komödie geschrieben habe, Laxness als Kulturoptimist hingegen eine Tragödie. Jeder Teil von Laxness’ Tragödie ende damit, dass Bjartur etwas Wichtiges verloren habe. Die Schlussszene, in der Bjartur seine sterbende Tochter auf dem Arm trägt, erinnere sowohl an eine Skulptur von Einar Jónsson, die für die Umschlagabbildung der Erstausgabe des zweiten Teils verwendet wurde, als auch an Shakespeares König Lear mit seiner sterbenden Tochter Cordelia.
Laxness’ erste Anregung für den Roman geht auf das Jahr 1926 zurück, als er und seine Begleiter während einer Reise in der isländischen Region Ostland in einen Schneesturm gerieten und gezwungen waren, in einem einfachen Bauernhaus zu übernachten. Bewohnt war dieses von einem Ehepaar mit ihrem Sohn und der Mutter des Bauern. Dem Bauern, der aus Sorge um das Futter seiner Schafe seine einzige Kuh geschlachtet hatte, war das Wohlergehen der Schafe wichtiger als jenes der Familie, während seine Frau ständig um „einen kleinen Tropfen Milch“ gebeten habe. Von 1927 bis 1929 hielt sich Laxness in Kanada und den USA auf. Gegen Ende dieses Aufenthalts schrieb er den Romanentwurf Heiðin (Die Heide), der einen Vorläufer von Sein eigener Herr darstellt. Bereits Heiðin ist nach Halldór Guðmundsson die Geschichte eines „auf sich allein gestellten Bauern, der aus missverstandenem Heldentum gegen eine Übermacht kämpft“. Das Manuskript wird in der National- und Universitätsbibliothek Islands aufbewahrt.
Eine Reise in die Sowjetunion Ende 1932 beeinflusste die Konzeption von Sein eigener Herr, indem Laxness die sowjetische Einteilung der Bauern nach Klassen (Großbauern, Kleinbauern, Mittelbauern) auf isländische Verhältnisse übertrug. In seinem Erinnerungsbuch Zeit zu schreiben (1963, deutsch 1976) zeigt sich Laxness selbstkritisch gegenüber seiner damaligen Auffassung dieser Dreiteilung als „Universalschlüssel des Problems überhaupt“.
Die Figur des Ingolfur Arnarson Jonsson – benannt nach Ingólfur Arnarson, dem ersten Besiedler Islands – hat in ihrem Lebenslauf Ähnlichkeiten mit dem isländischen Politiker Jónas frá Hriflu (Jónas Jónsson). In dieser Figur, die vom Abgeordneten des Althing zum Bankdirektor und schließlich zum Ministerpräsidenten aufsteigt, gestaltet Laxness den Weg der bäuerlichen Fortschrittspartei. Bjartur ist ein treuer Wähler Ingolfur Arnarssons, ohne wahrzunehmen, dass dieser nur die Interessen der Großbauern wahrnimmt.

## Rezeption

### Originalausgabe
Gemäß der Darstellung von Halldór Laxness wollte zunächst kein isländischer Verlag Sjálfstætt fólk herausbringen. Sein letzter Roman Salka Valka war von einem staatlichen Verlag (Menningarsjóður) veröffentlicht worden, dessen leitende Persönlichkeiten, so Laxness, danach „etwas zurückhaltend geworden“ seien, mehr von ihm herauszubringen, und sich „nicht durch die Unterstützung von Sozialkritik unbeliebt machen“ wollten. Laxness hatte jedoch in diesem Verlag auch starke Fürsprecher, die letztlich den Buchhändler E.P. Briem in Reykjavík davon überzeugten, pro forma als Verleger für den Roman aufzutreten, wobei der Staatsverlag das finanzielle Risiko übernahm. Bei seinem Erscheinen löste Sjálfstætt fólk in Island Kontroversen aus. Jónas Jónsson, der damals Vorsitzender der Fortschrittspartei war und sich noch für die Herausgabe von Salka Valka eingesetzt hatte, schrieb eine Artikelserie gegen das Buch. Dabei lobte er zwar Laxness’ schriftstellerische Fähigkeiten und zeigte sich von der Figur Bjarturs fasziniert, kritisierte aber die Trostlosigkeit der Menschen in Laxness’ Darstellung scharf und äußerte die Ansicht, dass der Autor damit „gegen sein eigenes Volk und die Prüfungen, die es ertragen muss“ arbeite. Nach Laxness’ Biograph Halldór Guðmundsson gab es Bauernhöfe, „auf denen Laxness dieses Werk nie verziehen wurde“. Gelobt worden sei das Buch, schreibt Laxness, hauptsächlich von isländischen Kommunisten, „die mein Buch wohl eher deswegen lobten, weil ich mit ihnen sympathisierte, als weil es irgendwelche kommunistische Propaganda zum Inhalt gehabt hätte oder weil etwa vorzugsweise eine marxistische Lösung für die Probleme der Bauern angeboten worden wäre.“ Der erste Teil war allerdings 1934 noch weitgehend positiv beurteilt worden, so auch vom konservativen Morgunblaðið.
Die Schriftstellerin Unnur Benediktsdóttir Bjarklind (1881–1946), die unter dem Namen Hulda publizierte, veröffentlichte von 1936 bis 1939 als Reaktion auf Sjálfstætt fólk den ebenfalls zweibändigen Roman Dalafólk („Leute aus den Tälern“), der das isländische Landleben in idealisierter Weise darstellt. Ein weiterer konservativ gesinnter Schriftsteller, Guðmundur Friðjónsson, veröffentlichte seine Kritik in einer Broschüre mit dem Titel Sveitaómenningin í skuggsjá skáldsins frá Laxnesi (etwa Die Bauernunkultur im Spiegel des Dichters aus Laxnes).

### Internationale Wahrnehmung
Der Roman erschien bis zum Ende des 20. Jahrhunderts in 30 Sprachen. Nach anfänglichen Schwierigkeiten bei der Suche nach ausländischen Verlagen wurde die englische Übersetzung Independent People 1946 in den USA zu einem Bestseller. Neben der Buchhandelsausgabe im Verlag Knopf wurde Independent People auch in das Programm der damals größten Buchgemeinschaft Amerikas, des Book of the Month Clubs, aufgenommen, der Hunderttausende von Exemplaren verkaufte. Die Übersetzung von J. A. Thompson, bereits ein Jahr zuvor im Vereinigten Königreich erstmals erschienen, gilt als ein Meisterwerk der englischen Übersetzungsliteratur und wurde von Laxness selbst sehr geschätzt. Nach seiner achtjährigen Arbeit an Laxness’ Roman nahm Thompson, der Englisch und Altnordisch studiert hatte, eine Stelle in einem Londoner Hotel an; Thompsons erste übersetzerische Arbeit Independent People blieb auch seine einzige.
Laxness hatte sich bereits während seines zweiten Aufenthalts in der Sowjetunion im Winter 1937/1938 darum bemüht, einen Vertrag für eine russische Ausgabe von Salka Valka oder Sein eigener Herr zu erhalten. Während Salka Valka als „konterrevolutionär“ abgelehnt wurde, konnten im März 1938 Verträge zur Veröffentlichung von Sein eigener Herr in zwei sowjetischen Verlagen unterzeichnet werden. Dass dieser Vertragsabschluss möglich wurde, ist im Zusammenhang mit Laxness’ damaligen Sympathien für die Sowjetunion zu sehen; auch hatte sich der kommunistische dänische Schriftsteller Martin Andersen Nexø brieflich für eine Veröffentlichung von Sein eigener Herr eingesetzt. Eine Veröffentlichung kam jedoch bis zum Tode Stalins nicht zustande – Laxness schrieb später, dass es während der Stalin-Ära in der Sowjetunion „keinem Menschen bei klaren Sinnen“ eingefallen wäre, ein Buch von ihm zu veröffentlichen, obwohl er damals doch ein Freund des Landes gewesen sei und „Hoffnungen und Optimismus“ an das System geknüpft habe. Erst in der Tauwetter-Periode nach dem Tode Stalins erschien das Buch sowohl in russischer Übersetzung als auch in den Sprachen anderer Unionsrepubliken und erlebte hohe Auflagen. Die erste russische Ausgabe erschien bereits ein halbes Jahr nach Stalins Tod.
Sein eigener Herr trug dazu bei, dass Halldór Laxness 1955 der Nobelpreis für Literatur verliehen wurde. Anlässlich einer Neuauflage 1997 verglich die amerikanische Dichterin Annie Dillard den Roman in der New York Times mit den Werken von Samuel Beckett – auch wenn man nicht vermuten würde, dass die Schwedische Akademie Nobelpreise für „jolly stuff“ vergebe, so sei Sein eigener Herr doch so komisch wie Beckett. Als Beispiel nennt sie die Langlebigkeit der „halbtoten“ Großmutter, die zu einem Running Gag werde; auch stelle Laxness die Nerven der Leser gerne mit Szenen wie einer öden Predigt des Pfarrers oder Bjarturs äußerst zögerlicher Mitteilung von der Geburt seiner Tochter auf die Probe. Dillard stellt Sein eigener Herr dabei in eine Reihe mit den „grössten skandinavischen Werken“, die Lyrik und Naturalismus kombinierten, und zählt den Roman zu den hundert besten Büchern überhaupt.
Anekdotisch ist überliefert, dass ein britischer Außenminister während der als Kabeljaukriege bekannten Fischereikonflikte zwischen Island und dem Vereinigten Königreich im Bestreben, die „Gedankenwelt seines Gegners kennenzulernen“, Sein eigener Herr gelesen habe. Nach beendeter Lektüre soll er zum Schluss gekommen sein, dass der Konflikt für die Briten nicht zu gewinnen sei. Der isländische Schriftsteller Einar Már Guðmundsson, der die Anekdote in seinem Buch Wie man ein Land in den Abgrund führt wiedergibt, kommentierte sie mit den Worten: „Und so kam es auch. Der isländische Bjartur in Sumarhus, jener Querkopf, der stets seinen eigenen Weg geht, besiegte die Flotte Ihrer Majestät.“
Halldór Laxness selbst schrieb den internationalen Erfolg des Romans unter anderem dem Umstand zu, dass Bjartur „allein in New York mindestens hunderttausend Kollegen“ besitze; Menschen, „die ihr ganzes Hundeleben lang unter dem gleichen Moralkodex wie Bjartur auf Sumarhús lebten“. Auch habe es kein Land auf der Erde gegeben, „dessen Bauern ihm nicht in der Mehrheit glichen“.

### Deutsche Übersetzungen

#### Erwin Magnus
Sjálfstætt fólk ist der erste Roman von Halldór Laxness, der ins Deutsche übertragen wurde – wenngleich zunächst nicht vollständig. Bereits 1936, also zwei Jahre nach dem Erscheinen der isländischen Originalausgabe, erschien der erste Teil unter dem Titel Der Freisasse im Zinnen-Verlag (Leipzig, Wien und Berlin). Die Übersetzung stammt von Erwin Magnus unter dem Pseudonym Eleonore Voeltzel. Von den Rezensenten im nationalsozialistischen Deutschland wurde das Buch zunächst positiv aufgenommen; Bjarturs Kampf wird in den Rezensionen verklärt, seine Härte als berechtigt dargestellt und das ganze Werk im Sinne der nationalsozialistischen Ideologie gedeutet. Die Ironie von Laxness’ Darstellung wurde dabei, so Guðrún Hrefna Guðmundsdóttir in ihrer Untersuchung zur Laxness-Rezeption in Deutschland, völlig ignoriert beziehungsweise von den Kritikern nicht erkannt. 1937 jedoch erschien in der vom Amt Rosenberg herausgegebenen NS-Zeitschrift Bücherkunde eine Rezension von Heinrich Jessen, der die Aussageintention des Romans erkannte und ihn damit als bedrohlich wahrnahm. Neben dem Buch griff Jessen auch dessen Verfasser an, der „den Deutschen und besonders dem Nationalsozialismus sehr wenig wohl gesonnen“ sei. Laxness wurde in der Folge vom Goverts-Verlag, der eine deutsche Ausgabe von Laxness’ Roman Salka Valka veröffentlichen wollte, darum gebeten, eine von Jessen im Auftrag der Reichsstelle zur Förderung des deutschen Schrifttums aufgesetzte Erklärung zu unterschreiben, in der Laxness seine „allergrößte Achtung“ für „das deutsche Volk und seine Kultur“ und „ganz besonders für die, die heutzutage seine Bannerträger sind“ erklären sollte. Laxness weigerte sich und 1938 wurde Der Freisasse verboten. Die restliche Auflage wurde zum Teil eingestampft, zum Teil gelangte sie in die Schweiz, wo das Buch weiter erhältlich war. Der zweite Teil blieb bis zum Erscheinen der nächsten Übersetzung 1962 unübersetzt.

#### Thyra Dohrenburg
1962 erschien im Rowohlt Verlag unter dem Titel Unabhängige Menschen eine Übersetzung von Thyra Dohrenburg, die auf der dänischen Ausgabe des Romans basiert. Die Rezensenten dieser Übersetzung fassten das Buch als die Schilderung einer fremdartigen Welt, als einen „nordischen Roman“ auf, wobei sie zumeist nicht oder nur am Rande auf den sozialkritischen Aspekt eingingen. Wo sie das taten, erfuhr Laxness’ Sicht auf das bäuerliche Leben jedoch Ablehnung. So schrieb Rudolf Jakob Humm in der Weltwoche, dass Laxness „nur Spott und Hohn“ für „unabhängige Menschen“ übrig habe und ihm darum keine „echte Gestaltung ihrer Ungebärdigkeit“ gelungen sei. Im Spiegel merkte ein anonymer Rezensent in seiner Kurznotiz an, dass Laxness’ sozialkritische Ironie „bald von trister Fjeld-und-Fjord-Romantik erstickt“ werde.

#### Bruno Kress
Bruno Kress übersetzte den Roman schließlich direkt aus dem Isländischen. Diese Übersetzung erschien unter dem Titel Sein eigener Herr zunächst 1968 in der DDR (Aufbau-Verlag) und 1969 in der BRD (Peter Hammer Verlag). Sie wurde 1982 auch beim Schweizer Huber Verlag, 1984 als Ullstein-Taschenbuch und 1992 in der Laxness-Werkausgabe des Steidl Verlags veröffentlicht. Die ihrerseits mehrfach neu aufgelegte Steidl-Ausgabe wurde vom Skandinavisten Hubert Seelow überarbeitet. So hat Seelow die isländischen Ortsnamen im Roman in ihrer ursprünglichen Gestalt wiedergegeben, Fehlübersetzungen korrigiert und Auslassungen ergänzt. Ein Nachwort Laxness’, in dem er auf seine Intentionen eingeht, scheint die Rezeption der Übersetzung von Kress beeinflusst zu haben. So wurden die sozialkritischen Aspekte des Textes nun nicht nur stark beachtet, sondern auch positiver bewertet. Siegfried Lenz nahm in einer Besprechung in der Frankfurter Allgemeinen Zeitung wie schon andere Rezensenten vor ihm einen Vergleich mit Knut Hamsuns Roman Segen der Erde vor, der nun jedoch zugunsten von Laxness und seines scheiternden Helden ausfiel. „Laxness dichtender Schafzüchter (...) demonstriert, was wir täglich erfahren: Bei jeder versuchten Selbstbestimmung haben die andern ein Wörtchen mitzureden.“

### Filmprojekte
Der schwedische Regisseur Ingmar Bergman trug sich mit dem Gedanken, Sein eigener Herr zu verfilmen. Bergman hatte bereits ein Drehbuch dafür verfasst, die Verfilmung kam jedoch nicht zustande. Auch Ingmar Bergmans Sohn Daniel Bergman, der ebenfalls als Filmregisseur tätig ist, zeigte sich (1998) an einer Verfilmung des Romans interessiert, trotzdem ist bisher kein Film nach Sein eigener Herr entstanden. 2012 sicherte sich der isländische Regisseur und Produzent Baltasar Kormákur die Filmrechte sowohl an diesem Roman als auch an einem anderen Werk von Halldór Laxness, Die glücklichen Krieger.

## Ausgaben
Isländische Erstausgabe:
- Sjálfstætt fólk. Hetjusaga. E.P. Briem, Reykjavík 1934–1935. 2 Bände.

Deutsche Ausgaben:
- Der Freisasse. Ins Deutsche übertragen von Eleonore Voeltzel [Pseudonym von Erwin Magnus]. Zinnen-Verlag, Leipzig / Wien / Berlin 1936. Umfasst nur den ersten Teil.
- Unabhängige Menschen. Aus dem Dänischen übertragen von Thyra Dohrenburg. Rowohlt, Reinbek bei Hamburg 1962. Basiert auf der dänischen Übersetzung Frie mænd von Jakob Benediktsson.
- Sein eigener Herr. Aus dem Isländischen übersetzt von Bruno Kress. Aufbau-Verlag, Berlin / Weimar 1968.
  - Westdeutsche Ausgabe: Hammer, Wuppertal 1969.
  - Von Hubert Seelow revidierte Ausgabe der Übersetzung von Bruno Kress: Steidl, Göttingen 1992. ISBN 3-88243-207-1. Mehrfach neu aufgelegt.